# Voiture à turbine
Pour les articles homonymes, voir Turbine (homonymie).
Les voitures à turbine sont une série de prototype et concept car expérimentaux à turbine à gaz des années 1950 et années 1960.

## Histoire
Une série de prototypes de voitures est conçue par divers constructeurs automobiles, dans les années 1950 et années 1960, pour expérimenter des solutions de propulsion à turbine à gaz, variantes des turboréacteurs et pulsoréacteurs de l'ère du jet aéronautique de l'époque (voiture à moteur d'avion), à titre d'étude de propulsion alternative aux moteurs à combustion et explosion traditionnels,,.

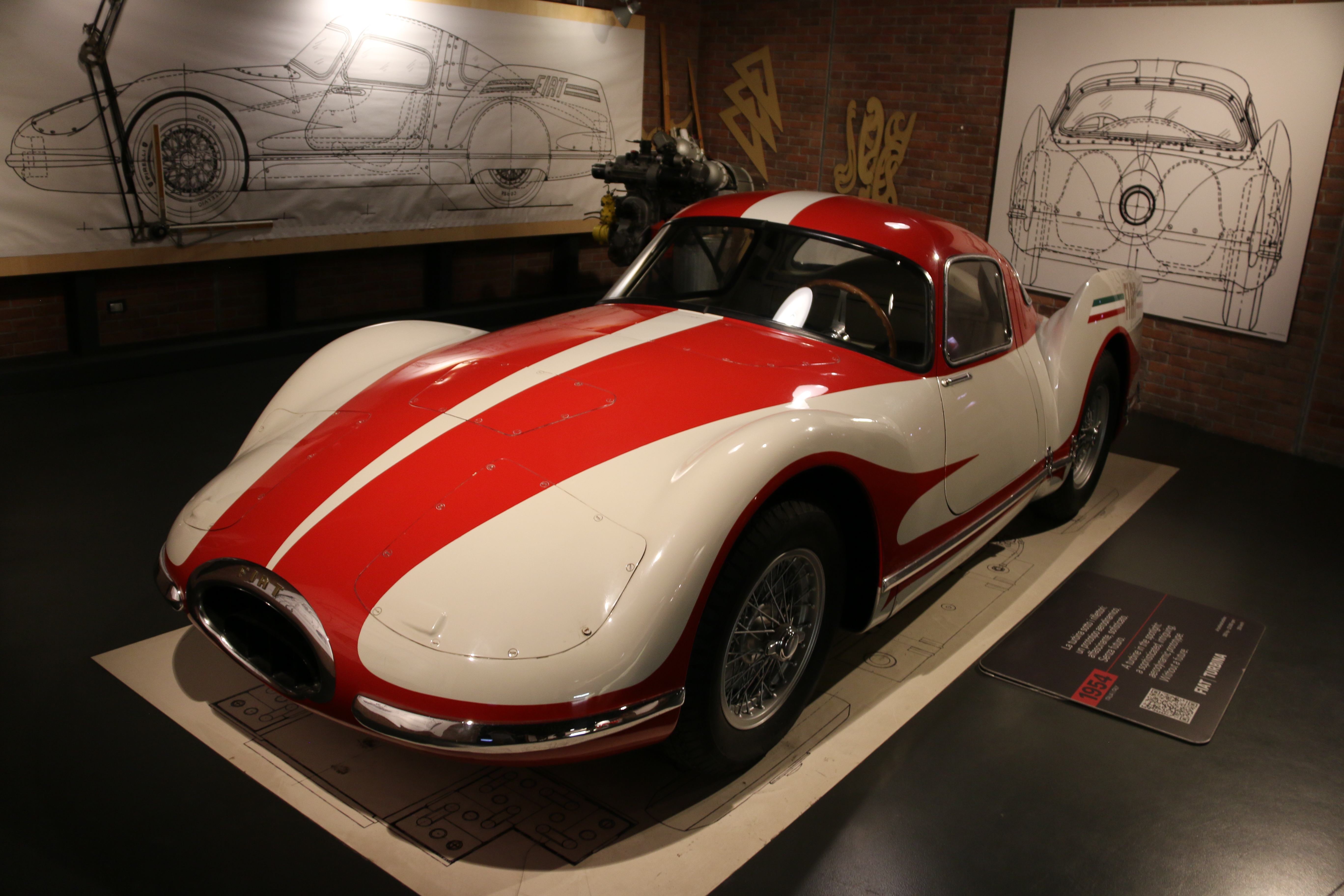
Fiat Turbina (1954)
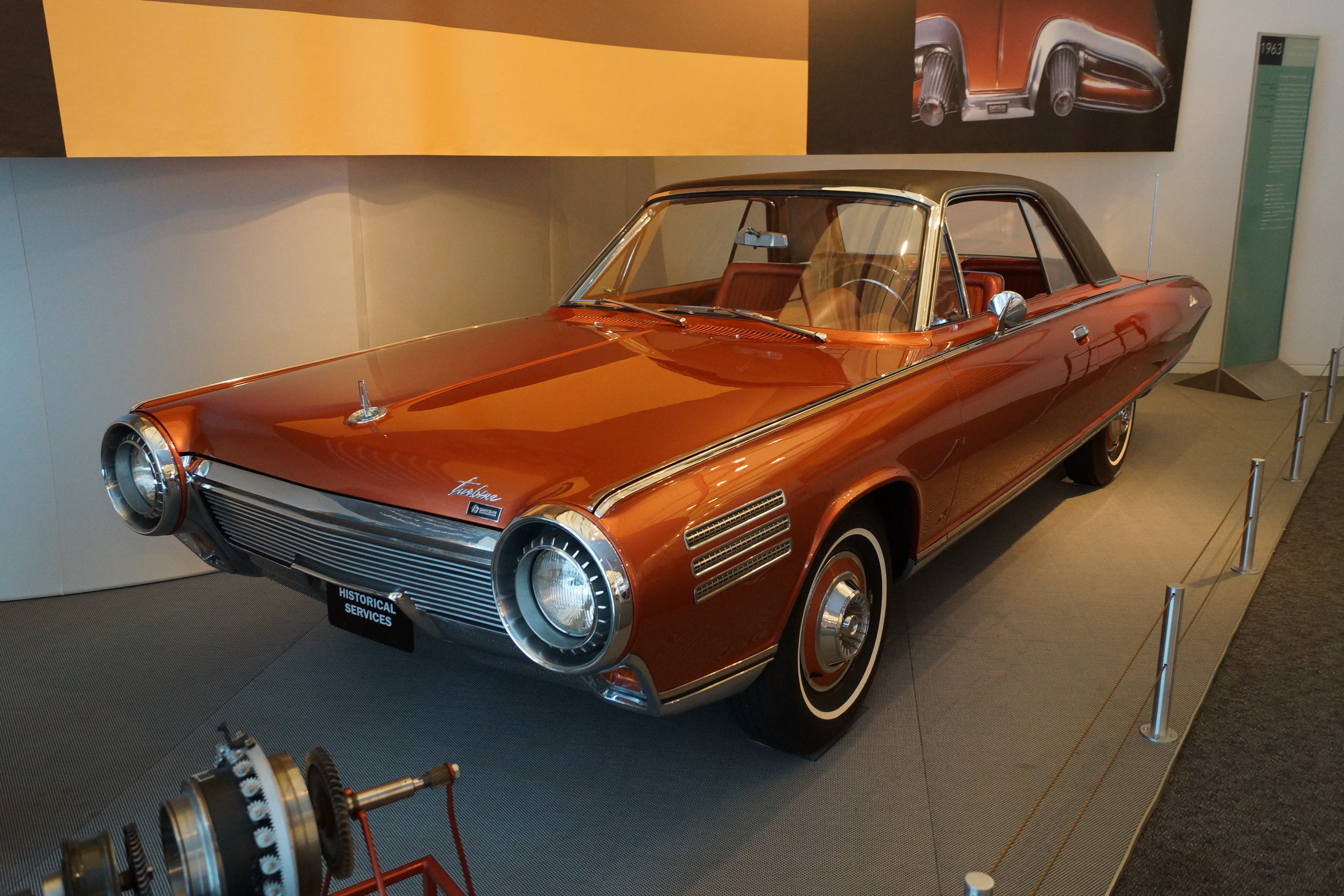
Chrysler Turbine (1963)

Les turbines à gaz créent une énergie en brulant un mélange de carburant et d'air comprimé, qui fait tourner une turbine qui fournit une puissance mécanique (variante des turboréacteur ou pulsoréacteur qui créent une force de réaction-poussée de propulsion en brulant également un mélange de carburant et d'air comprimé). Ce mode de propulsion de voiture est finalement abandonné à cause de mauvais résultats de rendement énergétique, de coût, de complexité et de fiabilité (consommation de carburant des véhicules automobiles).

## Quelques modèles
- 1950 : Rover JET1
- 1953 : General Motors Firebird I à IV
- 1954 : Fiat Turbina
- 1955 : Ghia Gilda Streamline X
- 1956 : Renault Étoile filante
- 1960 : Bluebird-Proteus CN7
- 1963 : Rover-BRM
- 1963 : Chrysler Turbine
- 1968 : Howmet TX

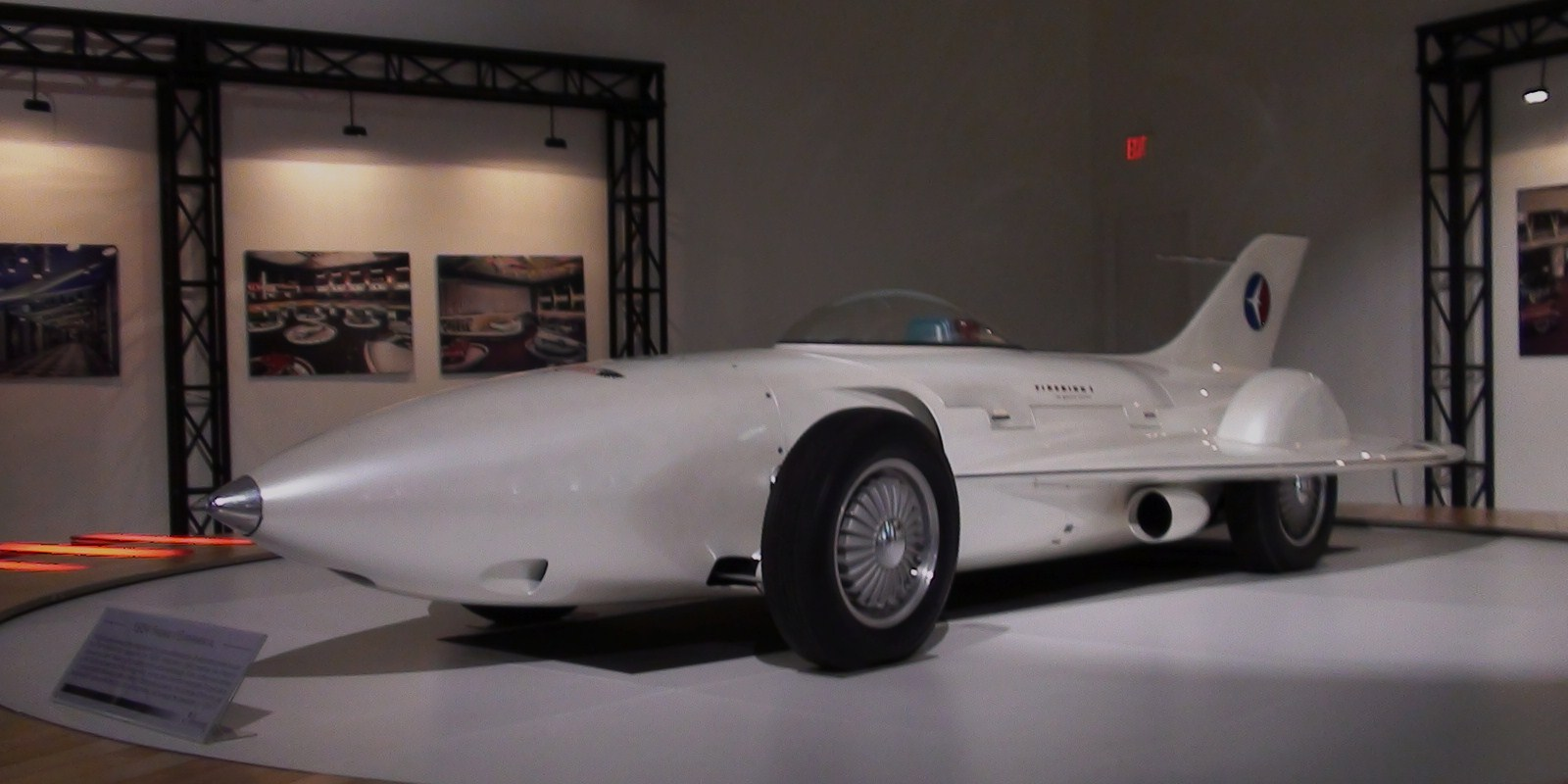
General Motors Firebird I (1953)
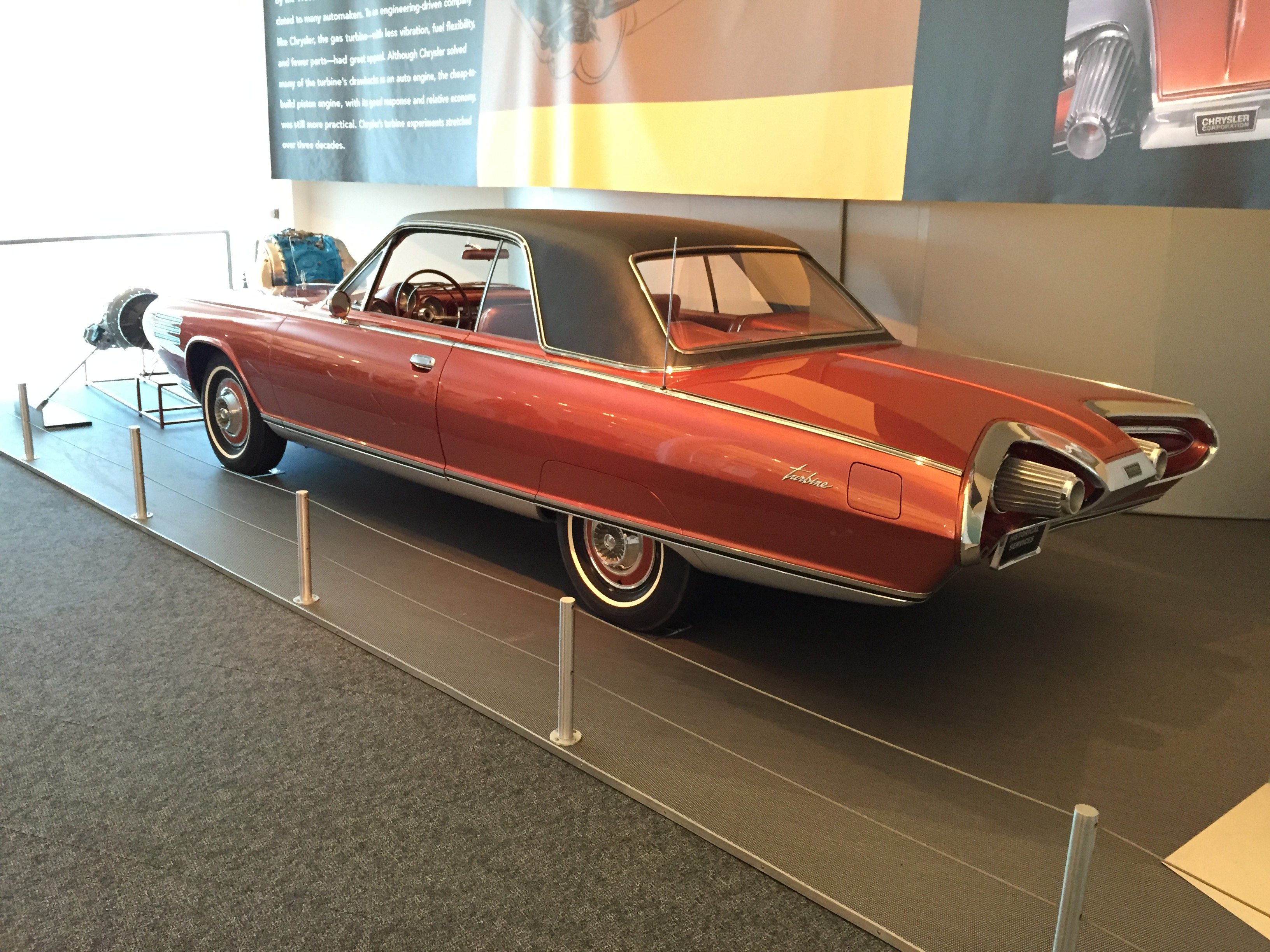
Fiat Turbina (1954)
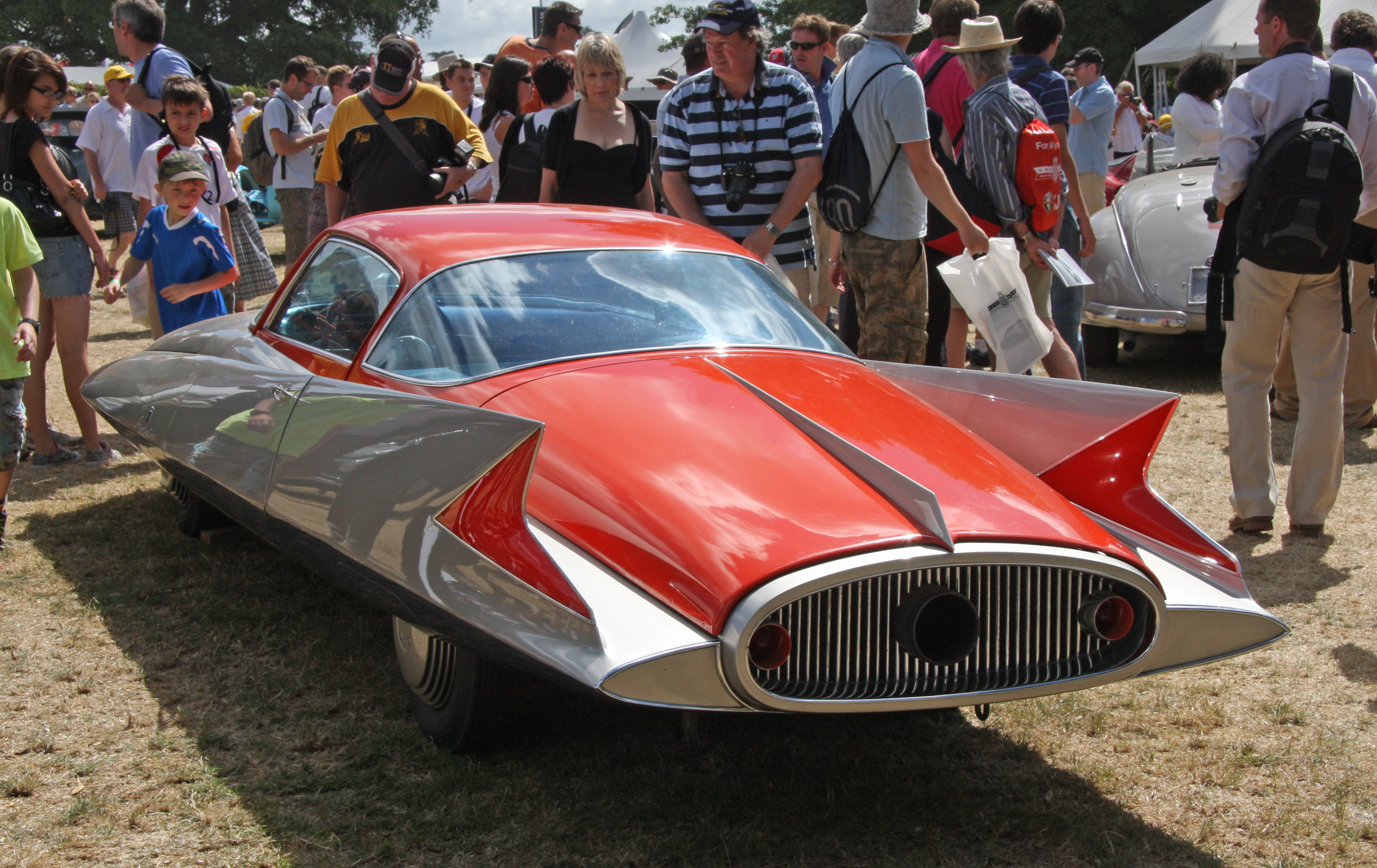
Ghia Gilda Streamline X (1955)
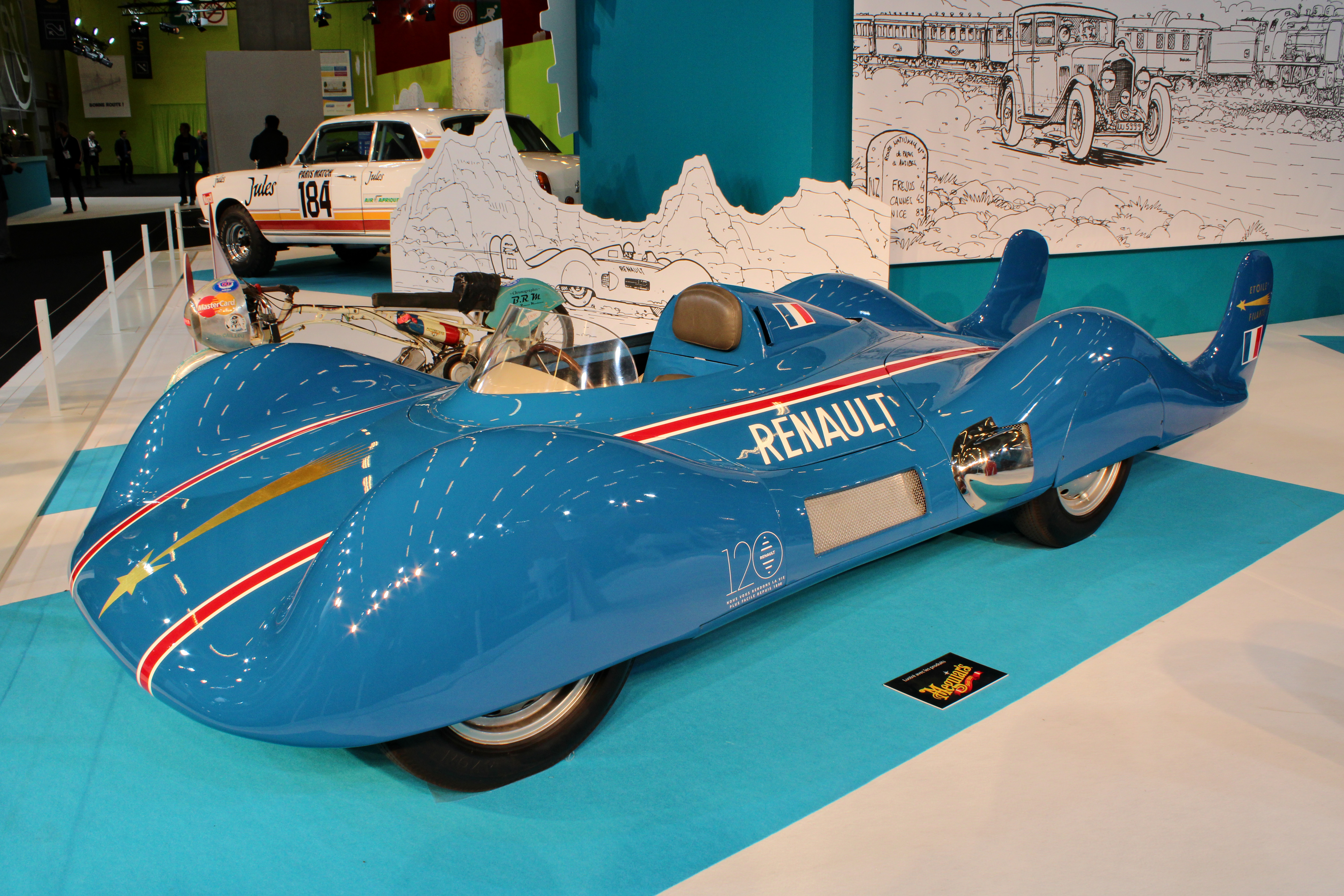
Renault Étoile filante (1956)

Quelques prototypes de voitures ou de dragsters jet car (en) à turboréacteurs ou pulsoréacteurs de record de vitesse terrestre sont également expérimentés à cette époque, avec entre autres les Spirit of America (en) (1962) ou Thrust2 (1983)...

## Concept car design aéronautique
Divers constructeurs américains (et préparateurs de hot rod de la Kustom Kulture) ont également créés à cette époque une série de concepts cars avec des éléments stylistiques de design futuristes inspirés des prémisses de l'ère du jet et de l'ère spatiale très en vogue de l'époque, en particulier avec des carrosseries en forme de fuselages, postes de pilotage-cockpits, tableau de bord et ailerons aéronautiques, et phares avant et arrière en formes d'entrée-sortie de turbomoteur-turboréacteur-moteur-fusée, dont : 
- 1951 : Buick Le Sabre Concept
- 1952 : Fiat 8V Supersonic
- 1953 : Alfa Romeo BAT
- 1953 : Studebaker Manta Ray
- 1954 : Pontiac Bonneville Special
- 1954 : Ford FX-Atmos
- 1955 : Ford Mystere
- 1956 : Moto Guzzi Nibbio II
- 1956 : Oldsmobile Golden Rocket
- 1956 : Buick Centurion Concept
- 1958 : Ford Volante
- 1958 : Ford Nucleon
- 1959 : Cadillac Cyclone

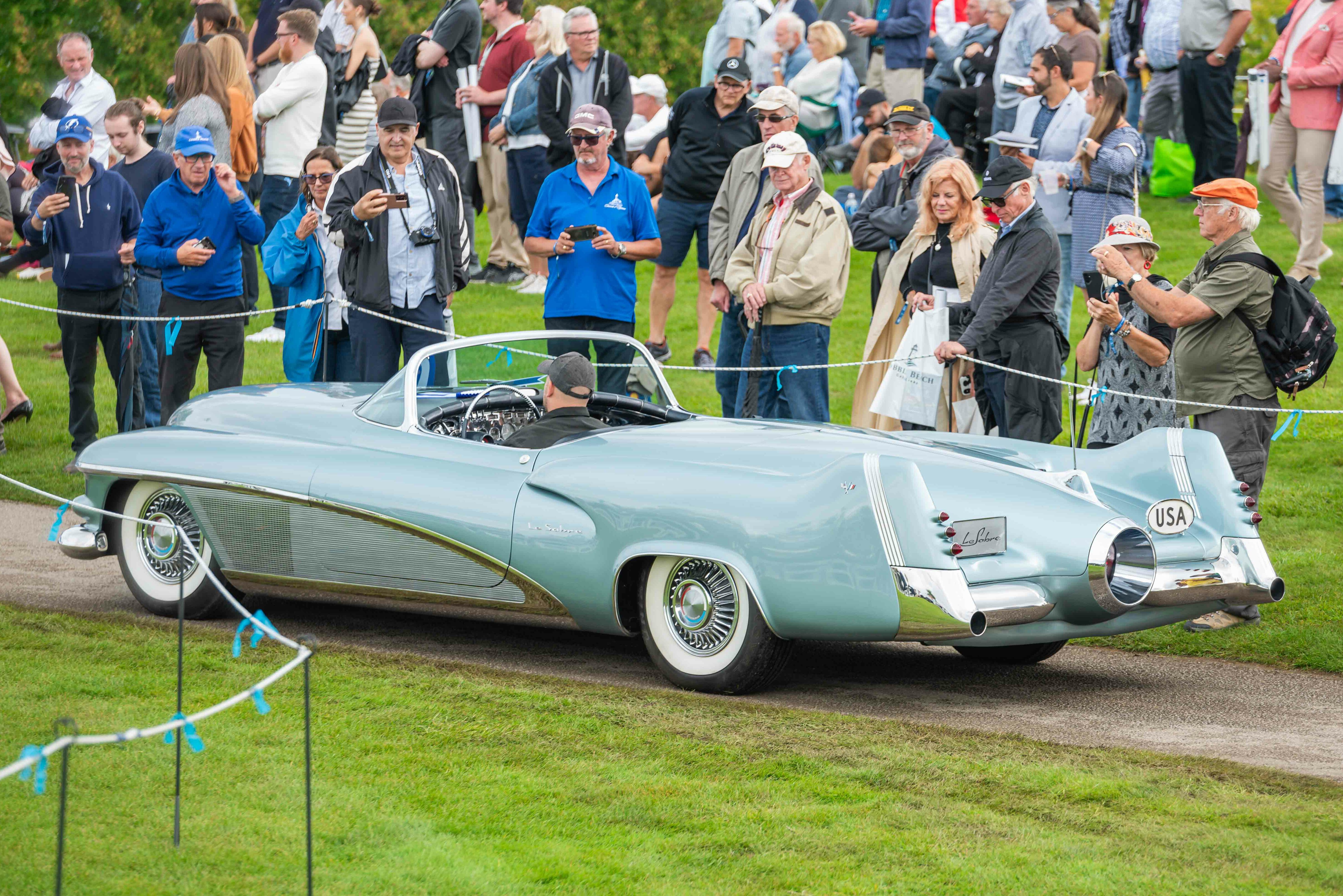
Buick Le Sabre Concept (1951)
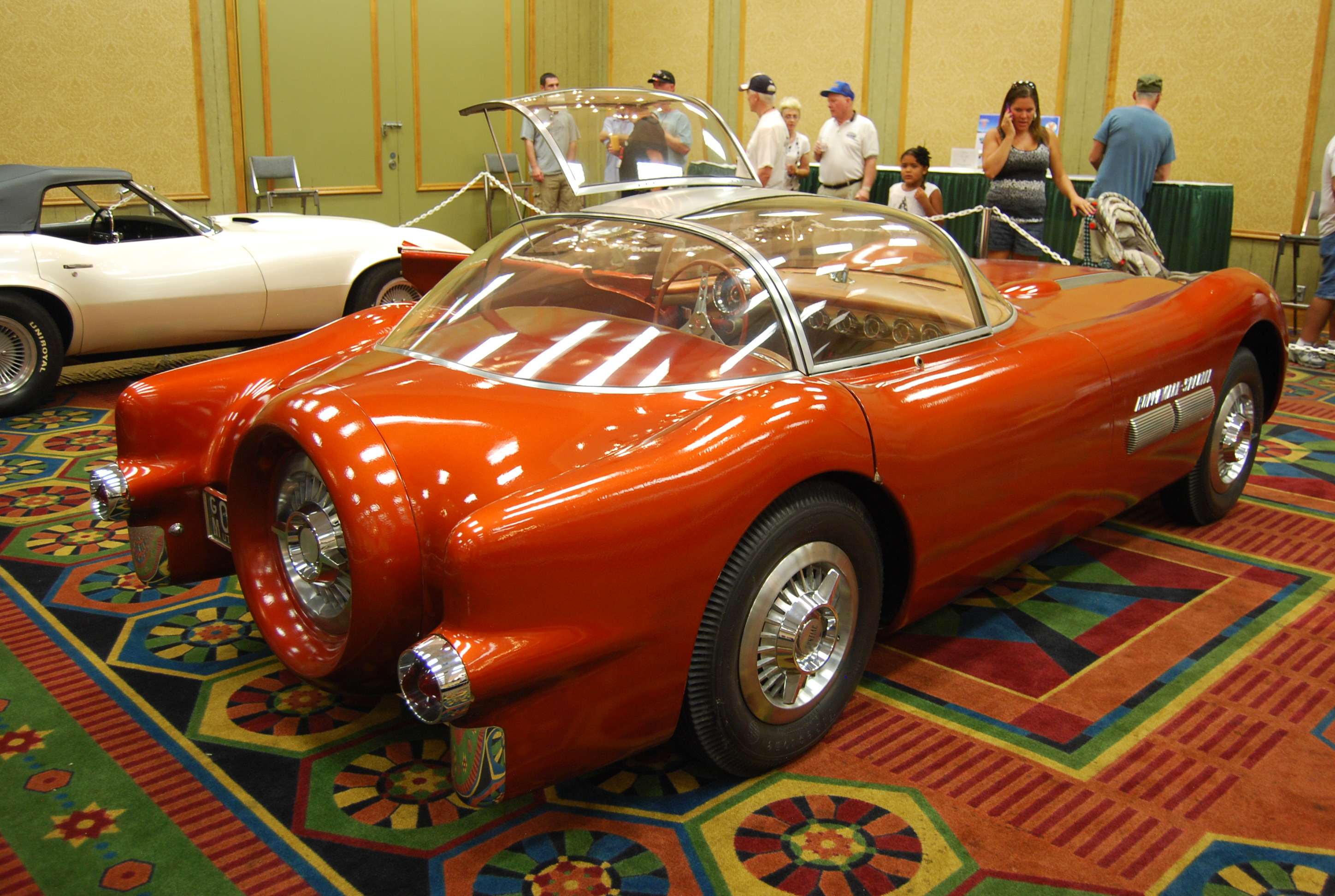
Pontiac Bonneville Special (1954)
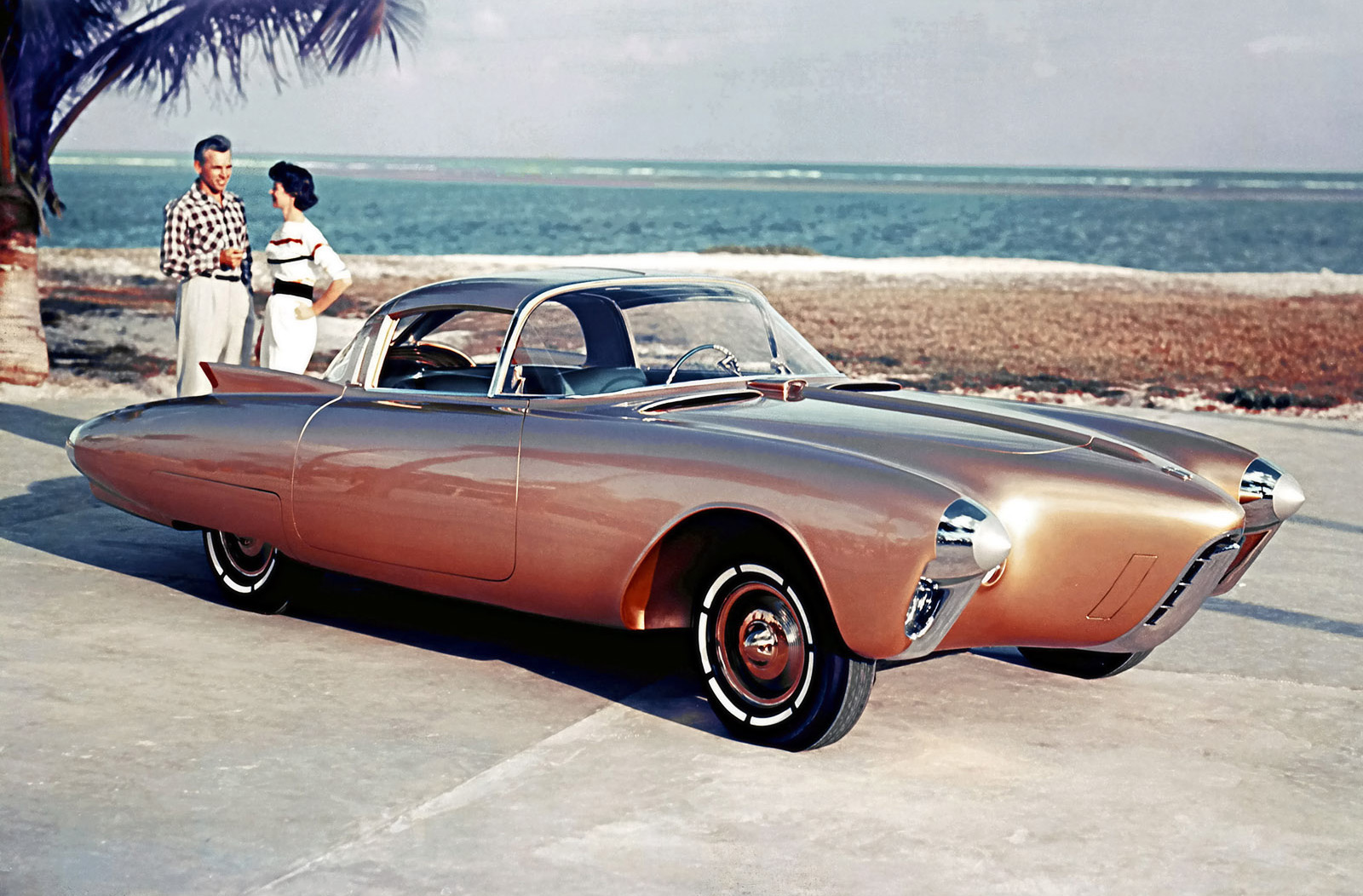
Oldsmobile Golden Rocket (1956)
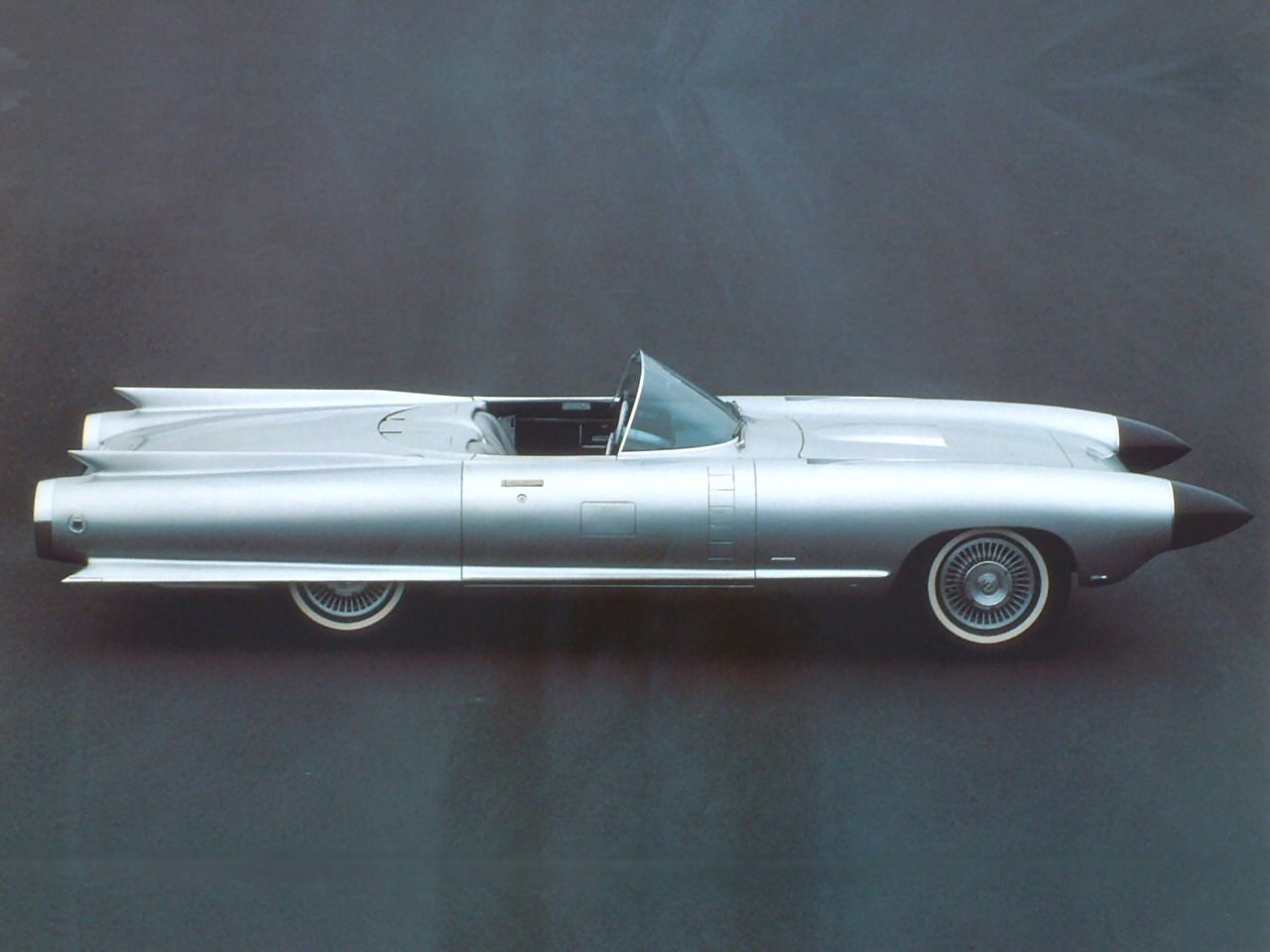
Cadillac Cyclone (1959)

## Quelques alternatives
- Propulsion alternative
- Moteur à combustion et explosion
- Véhicule à hydrogène
- Voiture électrique, hybride et solaire

## Au cinéma
- 1939 : Batman, et ses Batmobiles (voitures dans la fiction)